# Фулль-Ройенталь
Фулль-Ройенталь (нем. Full-Reuenthal) — коммуна в Швейцарии, в кантоне Аргау.
Входит в состав округа Цурцах.  Население составляет 828 человек (на 31 декабря 2007 года). Официальный код  —  4307.